# دوني مارش
دوني مارش (بالإنجليزية: Donnie Marsh)‏ هو مدرب كرة سلة أمريكي، ولد في 21 مارس 1956.

## روابط خارجية
- دوني مارش على موقع كلية كرة السلة في سبورتس رفرنس.كوم (الإنجليزية)